# Angraecum
Angraecum är ett växtsläkte i familjen orkidéer. Släktet omfattar ungefär 200 arter och de kommer från Madagaskar och tropiska områden i Afrika. 
Blommorna har långa nektarsporrar och pollineras av nattfjärilar med mycket långa snablar. Blommorna är vita eller ljust grönvita och doftande.

## Arter
- Angraecum acutipetalum (Madagaskar.)
- Angraecum affine (Västcentrala tropiska Afrika till Uganda).
- Angraecum alleizettei (Centrala Madagaskar).
- Angraecum aloifolium (Nordvästra Madagaskar).
- Angraecum ambrense (Norra Madagaskar).
- Angraecum amplexicaule (Nordöstra Madagaskar).
- Angraecum ampullaceum (Madagaskar).
- Angraecum andasibeense (Norra & Centrala Madagaskar).
- Angraecum andringitranum (Sydöstra Madagaskar).
- Angraecum angustipetalum (Västra & Västcentrala tropiska Afrika till Malawi).
- Angraecum ankeranense (Centrala Madagaskar).
- Angraecum aporoides (Nigeria till Västcentrala tropiska Afrika).
- Angraecum appendiculoides (Centrala Madagaskar).
- Angraecum astroarche (São Tomé).
- Angraecum atlanticum
- Angraecum aviceps (Norra Madagaskar).
- Angraecum bancoense (Elfenbenskusten, Kamerun).
- Angraecum baronii (Norra & Centrala Madagaskar).
- Angraecum bemarivoense (Norra Madagaskar).
- Angraecum bicallosum (Norra Madagaskar).
- Angraecum birrimense (Västra & Västcentrala tropiska Afrika).
- Angraecum borbonicum (Réunion)
- Angraecum brachyrhopalon (Norra Madagaskar).
- Angraecum bracteosum (Réunion).
- Angraecum breve (Norra Madagaskar).
- Angraecum brevicornu (Nordöstra Tanzania).
- Angraecum cadetii (Mauritius, Réunion).
- Angraecum calceolus (Moçambique till Västra Indiska oceanen).
- Angraecum caricifolium (Centrala Madagaskar).
- Angraecum caulescens (Maskarenerna, Madagaskar)
- Angraecum chaetopodum (Norra Madagaskar).
- Angraecum chamaeanthus (Kenya, Tanzania, Malawi, Moçambique, Zimbabwe)
- Angraecum chermezonii (Nordöstra Madagaskar).
- Angraecum chimanimaniense (Zimbabwe).
- Angraecum chloranthum (Nordöstra Madagaskar).
- Angraecum cilaosianum (Réunion)..
- Angraecum claessensii (Västra tropiska Afrika till Kongo).
- Angraecum clareae (Madagaskar).
- Angraecum clavigerum (Madagaskar).
- Angraecum compactum (Madagaskar.
- Angraecum compressicaule (Centrala Madagaskar).
- Angraecum conchiferum (Kenya till Sydafrika).
- Angraecum cordemoyi (Réunion).
- Angraecum coriaceum (Madagaskar).
- Angraecum cornigerum (Réunion).
- Angraecum cornucopiae (Madagaskar).
- Angraecum corynoceras (Norra Madagaskar).
- Angraecum costatum (Maskarenerna).
- Angraecum coutrixii (Sydöstra Madagaskar).
- Angraecum crassifolium (Réunion).
- Angraecum crassum (Nordöstra Madagaskar).
- Angraecum cribbianum (Gabon.
- Angraecum cucullatum (Réunion).
- Angraecum cultriforme (Kenya till Nordöstra KwaZulu-Natal).
- Angraecum curvicalcar (Norra Madagaskar).
- Angraecum curvicaule (Nordöstra Madagaskar).
- Angraecum curvipes (Kamerun).
- Angraecum danguyanum (Nordöstra Madagaskar).
- Angraecum dasycarpum (Östra Madagaskar).
- Angraecum dauphinense (Sydvästra Madagaskar).
- Angraecum decaryanum (Sydvästra Madagaskar).
- Angraecum decipiens (Kenya till Norra Tanzania).
- Angraecum dendrobiopsis (Norra Madagaskar).
- Angraecum didieri (Madagaskar).
- Angraecum distichum (Västra tropiska Afrika till Angola och Uganda).
- Angraecum dives (Sokotra, Sydvästra Somalia till Tanzania).
- Angraecum dollii (Centrala Madagaskar).
- Angraecum doratophyllum (São Tomé, Príncipe).
- Angraecum drouhardii (Norra Madagaskar).
- Angraecum dryadum (Madagaskar).
- Angraecum eburneum (Sydöstra Kenya till Östra Tanzania (inklusive Pemba, Zanzibar), Västra Indiska oceanen).
  - Angraecum eburneum ssp. eburneum (Västra Indiska oceanen). Lithophytic.
  - Angraecum eburneum ssp. giryamae (Sydöstra Kenya till Östra Tanzania (inklusive Pemba, Zanzibar). Lithophytic.
  - Angraecum eburneum var. longicalcar
  - Angraecum eburneum ssp. superbum (Seychelles, Comoros, Madagaskar). Lithophytic
  - Angraecum eburneum ssp. xerophilum (Sydvästra Madagaskar. Lithophytic.
- Angraecum egertonii (Södra Nigeria till Gabon).
- Angraecum eichlerianum (Nigeria till Angola).
  - Angraecum eichlerianum var. curvicalcaratum (Kamerun). Epifytisk.
  - Angraecum eichlerianum var. eichlerianum (Nigeria till Angola) Epifytisk.
- Angraecum elephantinum (Centrala Madagaskar).
- Angraecum elliotii (Madagaskar).
- Angraecum equitans (Norra Madagaskar).
- Angraecum erectum (Östra tropiska Afrika till Zambia).
- Angraecum expansum (Réunion).
  - Angraecum expansum ssp. expansum (Réunion). Epifytisk.
  - Angraecum expansum ssp. inflatum (Réunion). Epifytisk.
- Angraecum falcifolium (Sydöstra Madagaskar).
- Angraecum ferkoanum (Madagaskar).
- Angraecum filicornu (Maskarenerna, Madagaskar).
- Angraecum firthii (Kamerun, Uganda, Kenya).
- Angraecum flavidum (Norra Madagaskar).
- Angraecum floribundum (Centrala Madagaskar.
- Angraecum florulentum (Komorerna)
- Angraecum gabonense (Västcentrala tropiska Afrika).
- Angraecum geniculatum (Västra Zambia).
- Angraecum germinyanum (Mascarenes, Komorerna, Madagaskar).
- Angraecum guillauminii (Madagaskar).
- Angraecum hermannii (Réunion).
- Angraecum humbertii (Sydvästra Madagaskar).
- Angraecum humblotianum (Nordöstra Madagaskar).
- Angraecum humile (Rwanda till Zimbabwe).
- Angraecum huntleyoides (Nordöstra Madagaskar).
- Angraecum imerinense (Centrala Madagaskar).
- Angraecum implicatum (Réunion, Madagaskar).
- Angraecum inapertum (Maskarenerna, Madagaskar).
- Angraecum infundibulare (Nigeria till Östra tropiska Afrika).
- Angraecum keniae (Kenya).
- Angraecum kranzlinianum (Norra & Nordöstra Madagaskar).
- Angraecum laggiarae (Madagaskar).
- Angraecum lecomtei (Nordöstra Madagaskar).
- Angraecum leonis (Komorerna, Madagaskar).
- Angraecum letouzeyi (Nordöstra Madagaskar).
- Angraecum liliodorum (Réunion).
- Angraecum linearifolium (Norra Madagaskar).
- Angraecum lisowskianum (Nigeria till Ekvatorialguinea).
- Angraecum litorale (Madagaskar).
- Angraecum longicaule (Madagaskar).
- Angraecum longinode (Réunion).
- Angraecum macilentum (Réunion).
- Angraecum madagaskariense (Norra Madagaskar).
- Angraecum magdalenae (Madagaskar).
  - Angraecum magdalenae var. latiilabellum (Norra Madagaskar). Epifytisk.
  - Angraecum magdalenae var. magdalenae (Centrala Madagaskar). Epifytisk.
- Angraecum mahavavense (Norra Madagaskar).
- Angraecum mauritianum (Maskarenerna, Madagaskar).
- Angraecum meirax (Komorerna, Madagaskar).
- Angraecum melanostictum (Madagaskar).
- Angraecum metallicum (Madagaskar).
- Angraecum microcharis (Norra Madagaskar).
- Angraecum minus (Tanzania, Zambia, Zimbabwe).
- Angraecum minutum (Réunion).
- Angraecum mirabile Nordöstra Madagaskar).
- Angraecum moandense (Västra tropiska Afrika till Uganda).
- Angraecum modicum (Liberia).
- Angraecum mofakoko (Kongo).
- Angraecum moratii (Nordöstra Madagaskar).
- Angraecum multiflorum (Västra Indiska oceanen).
- Angraecum multinominatum (Västra tropiska Afrika till Gabon).
- Angraecum muscicolum (Centrala Madagaskar).
- Angraecum musculiferum (Norra Madagaskar).
- Angraecum myrianthum (Sydvästra Madagaskar).
- Angraecum nanum (Mascarenes).
- Angraecum nasutum (Norra Madagaskar).
- Angraecum oberonia (Maskarenerna).
- Angraecum obesum (Centrala Madagaskar).
- Angraecum oblongifolium (Sydöstra Madagaskar).
- Angraecum obversifolium (Maskarenerna).
- Angraecum ochraceum (Sydöstra Madagaskar).
- Angraecum oeonioides
- Angraecum onivense (Centrala Madagaskar).
- Angraecum palmicolum (Centrala Madagaskar).
- Angraecum palmiforme (Maskarenerna).
- Angraecum panicifolium (Nordöstra Madagaskar).
- Angraecum parvulum (Maskarenerna).
- Angraecum pauciramosum (Madagaskar).
- Angraecum pectinatum (Maskarenerna, Komorerna, Madagaskar).
- Angraecum penzigianum (Sydöstra Madagaskar).
- Angraecum pergracile (Norra Madagaskar).
- Angraecum perhumile (Centrala Madagaskar.
- Angraecum perparvulum (Madagaskar).
- Angraecum petterssonianum (Västra Rwanda).
- Angraecum peyrotii (Madagaskar).
- Angraecum pingue (Maskarenerna).
- Angraecum pinifolium (Nordöstra Madagaskar).
- Angraecum platycornu (Madagaskar).
- Angraecum podochiloides (Västra & Västcentrala tropiska Afrika).
- Angraecum popowii (Madagaskar)..
- Angraecum potamophilum (Nordvästra Madagaskar).
- Angraecum praestans (Madagaskar).
- Angraecum protensum (Sydöstra Madagaskar).
- Angraecum pseudodidieri (Norra Madagaskar).
- Angraecum pseudopetiolatum (Réunion).
- Angraecum pseudofilicornu (Norra Madagaskar).
- Angraecum pterophyllum (Centrala Madagaskar).
- Angraecum pumilio (Norra Madagaskar).
- Angraecum pungens (Nigeria till Västcentrala tropiska Afrika).
- Angraecum pusillum (Östra Zimbabwe till Sydafrika).
- Angraecum pyriforme (Västra tropiska Afrika).
- Angraecum ramosum (Maskarenerna).
- Angraecum ramulicolum (Centrala Madagaskar).
- Angraecum reygaertii (Kamerun till Uganda).
- Angraecum rhizanthium (Norra Madagaskar).
- Angraecum rhizomaniacum (Norra Madagaskar).
- Angraecum rhynchoglossum (Centrala Madagaskar).
- Angraecum rigidifolium (Centrala Madagaskar.
- Angraecum rostratum (Sydöstra Madagaskar).
- Angraecum rubellum (Nordöstra Madagaskar).
- Angraecum rutenbergianum (Madagaskar).
- Angraecum sacciferum (São Tomé till Kenya and Sydafrika).
- Angraecum sacculatum (Madagaskar).
- Angraecum salazianum (Réunion).
- Angraecum sambiranoense (Norra & Centrala Madagaskar).
- Angraecum sanfordii (Kamerun).
- Angraecum scalariforme (Norra Madagaskar, Komorerna).
- Angraecum scottianum : (Komorerna)
- Angraecum sedifolium (Centrala Madagaskar).
- Angraecum serpens (Madagaskar).
- Angraecum sesquipedale (Östra & Södra Madagaskar). - Madagaskars stjärna
  - Angraecum sesquipedale var. angustifolium (Sydvästra Madagaskar). Epifytisk.
  - Angraecum sesquipedale var. sesquipedale (Östra & Södra Madagaskar). Epifytisk.
- Angraecum sesquisectangulum (Madagaskar).
- Angraecum setipes (Centrala Madagaskar).
- Angraecum sinuatiflorum (Sydöstra Madagaskar).
- Angraecum sororium (Madagaskar).
- Angraecum spectabile (Nordvästra Tanzania).
- Angraecum spicatum (Réunion).
- Angraecum stella-africae (Malawi till Transvaal).
- Angraecum sterrophyllum (Centrala Madagaskar).
- Angraecum stolzii (Tanzania till Zambia).
- Angraecum striatum (Réunion).
- Angraecum subulatum (Västra & Västcentrala tropiska Afrika).
- Angraecum tamarindicolum
- Angraecum tenellum (Réunion, Madagaskar).
- Angraecum tenuifolium (Réunion).
- Angraecum tenuipes (Norra Madagaskar).
- Angraecum tenuispica (Madagaskar).
- Angraecum teres (Tanzania ).
- Angraecum teretifolium (Madagaskar).
- Angraecum triangulifolium (Madagaskar).
- Angraecum trichoplectron (Madagaskar).
- Angraecum triquetrum (Maskarenerna).
- Angraecum umbrosum (Malawi).
- Angraecum undulatum (Maskarenerna).
- Angraecum urschianum (Nordöstra Madagaskar).
- Angraecum verecundum (Centrala Madagaskar).
- Angraecum vesiculatum (Norra Madagaskar).
- Angraecum vesiculiferum (Centrala Madagaskar).
- Angraecum viguieri (Madagaskar).
- Angraecum viride (Tanzania).
- Angraecum viridiflorum (Réunion).
- Angraecum xylopus (Komorerna).
- Angraecum yuccifolium (Mauritius).
- Angraecum zaratananae (Norra Madagaskar).
- Angraecum zeylanicum (Seychellerna (Mahe), Sri Lanka).
- Wikimedia Commons har media som rör Angraecum.